# 圣玛策林及圣伯多禄堂

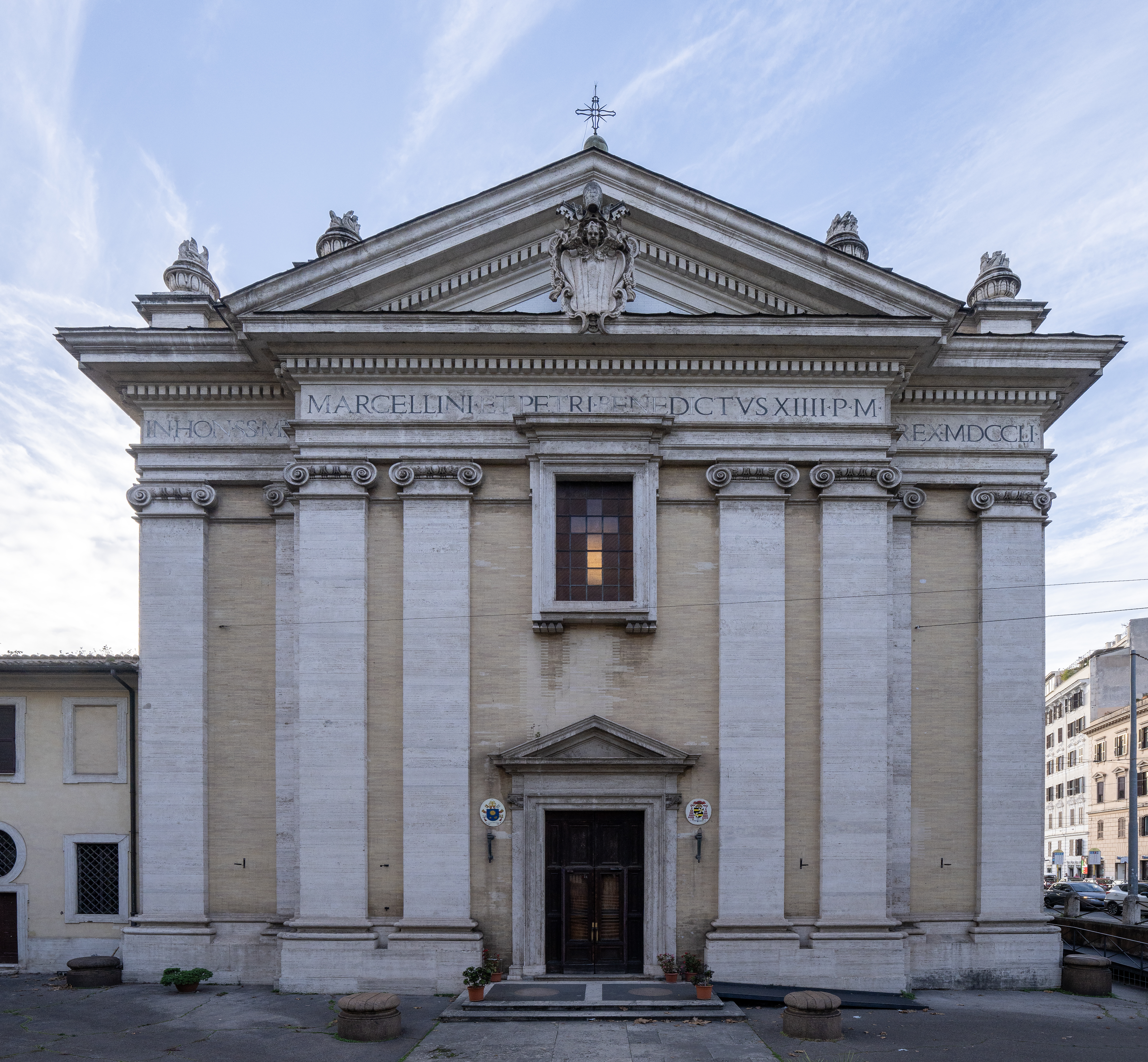

圣玛策林及圣伯多禄堂（義大利語：Santi Marcellino e Pietro al Laterano）是一座罗马天主教司鐸級樞機领衔聖堂 ，位于罗马的Merulana街。敬礼4世纪罗马殉道者圣瑪策林及圣伯多禄，其遗骨在1256年被带到此处。

## 历史
这个地点的第一座聖堂由教宗西里修兴建于4世纪，靠近拉比卡納道上的圣玛策林及圣伯多禄墓窟。该聖堂由额我略三世在8世纪重修。
这座聖堂在1256年再次重修，亞力山大四世移来了圣策林及圣伯多禄的遗骨。左侧的祭台敬礼圣母，在它旁边是 conciliation小堂。东南部为露德圣母小堂（毗邻额我略一世小堂）。
目前的聖堂是本篤十四世在1751年重修的结果，使之具有目前的立方体形的立面，用壁柱划分，风格接近新古典主义。这座聖堂为希腊十字平面。重修后聖堂归赤足嘉爾默羅會管理，直到1906年。1911年起归教区神父管理。